# Полупроводниковая промышленность КНР

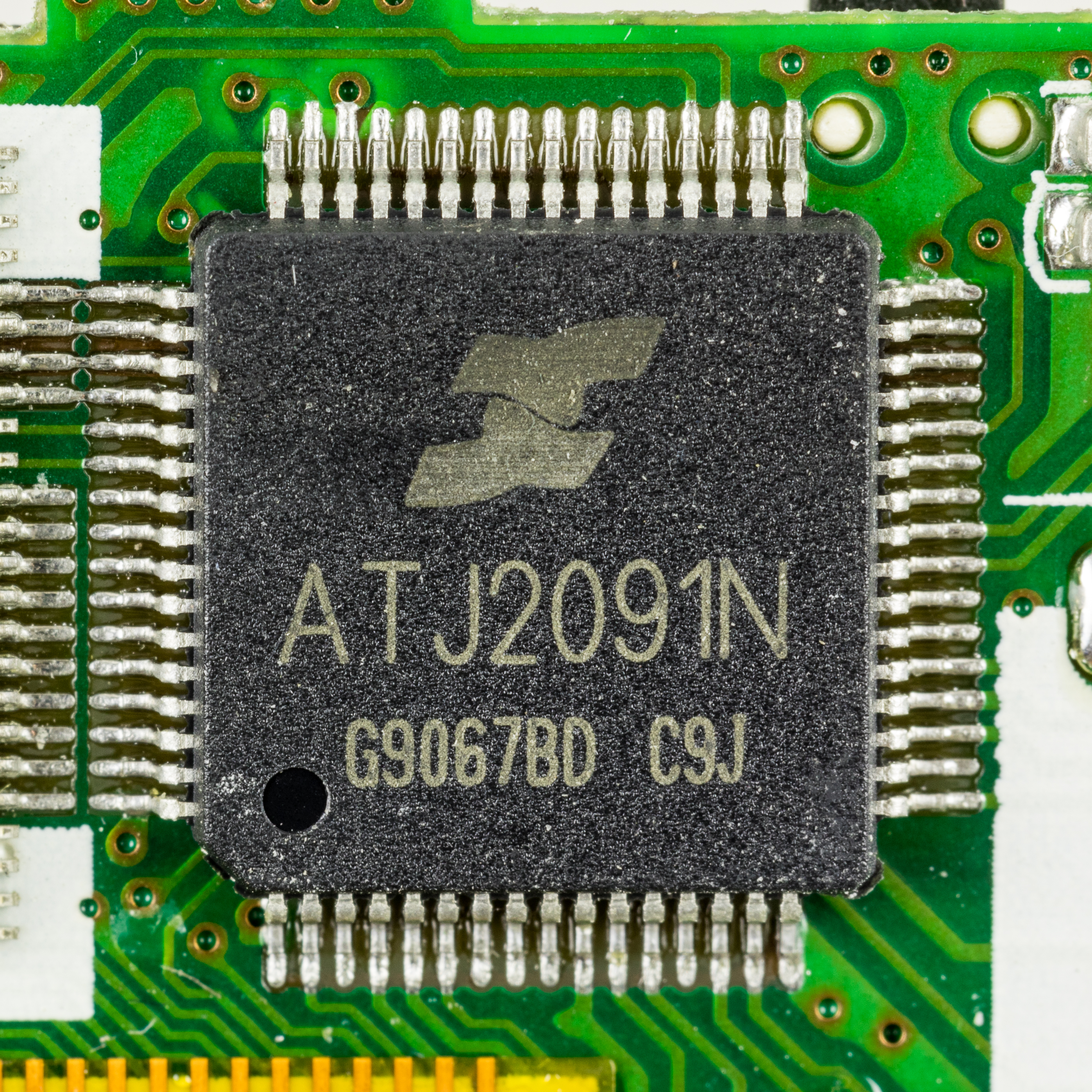
Микросхема компании Actions Semiconductor

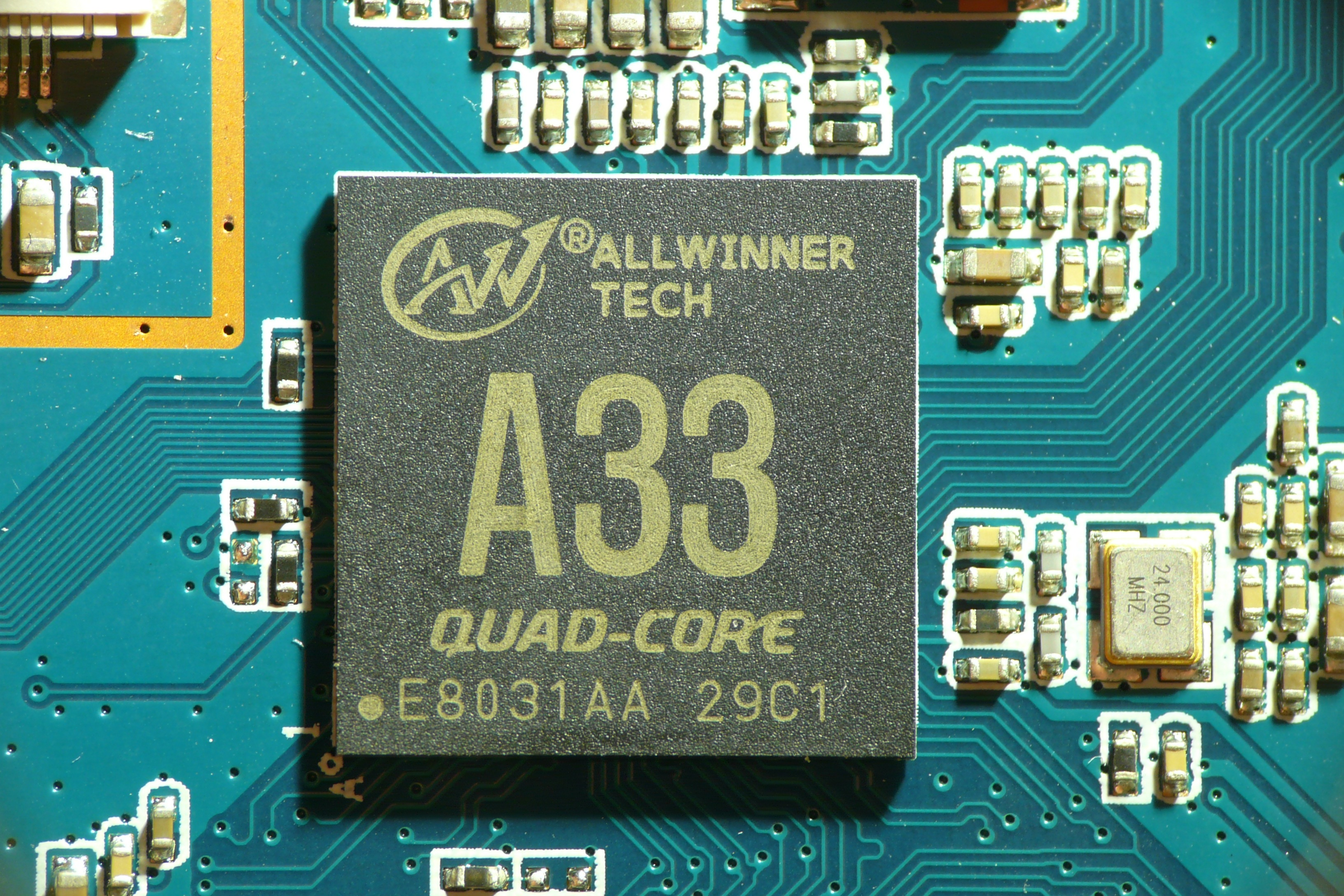
Микросхема компании Allwinner

Полупроводниковая промышленность КНР — отрасль экономики Китая, которая занимается проектированием и производством полупроводниковых приборов, а также полупроводниковых пластин и промышленного оборудования для полупроводникового сектора. Полупроводниковая промышленность является ключевым сектором отрасли информационных технологий Китая, из-за чего она получает большие государственные инвестиции и субсидии, дешёвые кредиты и налоговые льготы.
Основными товарными группами полупроводниковой промышленности Китая являются интегральные схемы, в том числе микропроцессоры, микроконтроллеры, чипы памяти, фотоматрицы, интегральные схемы управления питанием (PMIC) и другие полупроводниковые устройства для силовой электроники, а также полупроводниковые диоды и биполярные транзисторы (IGBT).
Крупнейшими потребителями полупроводниковых приборов являются производители компьютеров, серверов, ноутбуков, смартфонов, планшетов, умных часов, умных телевизоров, устройств виртуальной реальности, стиральных и посудомоечных машин, холодильников, быстрых зарядных устройств, базовых станций связи, электрических и гибридных автомобилей, инверторов для солнечных панелей, систем накопления энергии, ИБП и моторных приводов, а также различные приложения Интернета вещей.

## История
В 1970-х годах в КНР появилось несколько государственных производителей микросхем, которые разработали простые транзисторы, но они не могли конкурировать с образцами из Японии, США и Западной Европы. В 1980-х годах правительство приступило к модернизации полупроводниковой промышленности. С помощью иностранных концернов в 1980-х и 1990-х годах Китай запустил несколько предприятий по производству современных чипов, в том числе логических микросхем и чипов памяти.
Надеясь сократить технологический разрыв, Китай в 2000 году основал в Шанхае литейного производителя микросхем SMIC. Затем, начиная с конца 2000-х годов, корпорации Intel, Samsung Electronics и SK Hynix построили в Китае фабрики по производству чипов памяти, а тайваньские TSMC и UMC построили в стране свои литейные фабрики. К началу 2010-х годов Китай стал крупной производственной базой микроэлектроники и крупнейшим в мире рынком чипов, однако большую их часть страна импортировала.
В 2014 году власти Китая опубликовали новый план развития полупроводниковой промышленности, направленный на стимулирование производства в области 14-нм процессов, чипов памяти и корпусирования. В 2015 году Китай запустил стратегический план Made in China 2025, целью которого стало увеличить содержание китайских комплектующих в полупроводниковой промышленности. Однако бурный расцвет микроэлектроники был остановлен торговой войной, вспыхнувшей между США и Китаем в 2018 году.
В 2019 году США ввели торговые ограничения против компании Huawei и её полупроводникового подразделения HiSilicon Technologies, запретив продавать им передовые чипы (в 2020 году экспортные ограничения были расширены и на неамериканские фирмы, использующие американские технологии). Американские санкции, в свою очередь, побудили Китай ускорить внутренние программы по производству полупроводников в надежде стать более самодостаточным. Однако, по состоянию на 2021 год, Китай значительно отставал в технологическом плане: самая передовая технология SMIC включала 14-нм техпроцесс, а 7-нм процесс находился на стадии исследований. Для сравнения, TSMC и Samsung наращивали производство на 5-нм техпроцессе и готовились к переходу на 3-нм техпроцесс.
В первом полугодии 2024 года Китай потратил на оборудование для производства микросхем 25 млрд долларов, что превысило траты Южной Кореи, Тайваня и США вместе взятых.

## Общие сведения
Китай является крупнейшим в мире рынком полупроводниковой продукции. В 2020 году на долю Китая пришлось 53,7 % мировых продаж чипов, или 239,45 млрд долларов в денежном исчислении из 446,1 млрд долларов. Однако значительную долю микросхем Китай импортирует, особенно высокотехнологическую продукцию транснациональных корпораций из Тайваня, Южной Кореи, США и Японии. В 2020 году на импорт пришлось 83,38 % (199,7 млрд долларов) от общего объема продаж чипов в КНР.
По причине зависимости от импорта, китайские власти запустили целый ряд инициатив по стимулированию отечественной полупроводниковой промышленности, в том числе расширение производственных мощностей литейных компаний, а также производителей нитрида галлия и карбида кремния. Главным каналом финансирования стал Инвестиционный фонд индустрии интегральных схем Китая (CICF), основанный в 2014 году Министерством финансов и Китайским банком развития.
В 2019 — 2022 годах из-за масштабной коррупции, непрозрачного распределения государственных средств и финансовых махинаций частных инвесторов «полупроводниковый бум» стал пробуксовывать: многие полупроводниковые компании обанкротились, в том числе Hongxin Semiconductor Manufacturing (HSMC), Tacoma Semiconductor Technology и Dehuai Semiconductor Technology; у Tsinghua Unigroup из-за просроченных долговых выплат возникли проблемы с ликвидностью.
В октябре 2022 года, на фоне продолжающейся американо-китайской торговой войны, власти США ввели жёсткие ограничения на поставки в Китай как полупроводниковых приборов (особенно графических процессоров, используемых в сфере искусственного интеллекта и машинного обучения), так и промышленного оборудования для производства полупроводниковых приборов. С одной стороны, это усилило отставание Китая в передовых отраслях и увеличило зависимость китайских бесфабричных компаний-разработчиков от транснациональных литейных корпораций, с другой стороны — стимулировало разработку нужных технологий внутри Китая.
В январе 2023 года к экспортным ограничениям, введённым правительством США, присоединились Япония и Нидерланды, а также частично Тайвань и Южная Корея; таким образом, к запрету на экспорт в Китай передового фотолитографического, контрольно-измерительного и другого промышленного оборудования для производства и тестирования интегральных схем присоединились такие транснациональные гиганты отрасли, как ASML, Lam Research, Applied Materials, KLA Corporation, Tokyo Electron, Nikon и Canon. Кроме того, эти фирмы были вынуждены вывести весь свой американский персонал с полупроводниковых предприятий в Китае.
Западные санкции значительно ограничили возможности Китая в самостоятельном производстве следующих типов полупроводниковых приборов: логических микросхем FinFET (технологические узлы от 16 нм и ниже); чипов памяти DRAM (технологические узлы от 18 нм и ниже); чипов памяти NAND (технологические узлы от 128 слоев и выше). Кроме того, многие американские компании (включая Apple, Dell и Qualcomm) из-за санкций и ненадёжной логистики стали отказываться от покупки китайских чипов.
В марте 2023 года правительство Китая назначило компании Huawei, SMIC, AMEC и NAURA ответственными за новую программу по обеспечению страны отечественными полупроводниковыми приборами и оборудованием. Главной задачей этих компаний стало преодолеть технологическое отставание в области производства микросхем и обойти западные санкции в сфере импорта технологий. Одним из ответов данного консорциума стал выход на рынок чипа Kirin 9000s, разработанного HiSilicon Technologies.
В 2024 году власти Китая стали активно вытеснять чипы производства Intel и AMD с китайского рынка, рекомендовав государственным компаниям, учреждениям и местным партийным органам власти закупать только микросхемы производства КНР (среди китайских аналогов рекомендовались в том числе чипы, разработанные Huawei и Phytium). Весной 2024 года Nvidia была вынуждена снижать цены на ИИ-чипы в Китае из-за жёсткой конкуренции с продукцией HiSilicon Technologies.
В 2024 году Huawei построил в Шанхае крупнейший центр разработки микросхем общей стоимостью 1,4 млрд долларов, рассчитанный на 30 тыс. сотрудников. В феврале 2025 года в Чунцине начал работу завод по производству 8-дюймовых карбидокремниевых полупроводниковых пластин компаний Sanan Optoelectronics и STMicroelectronics.

## Большой фонд
Инвестиционный фонд индустрии интегральных схем Китая (CICF), также известный как «Большой фонд» (Big Fund), был основан в 2014 году для привлечения инвестиций в полупроводниковую промышленность КНР (главным образом в производство микросхем и полупроводниковых пластин). Фонд сыграл большую роль в развитии отрасли, финансируя такие компании, как SMIC, JCET Group, Hua Hong Semiconductor, YMTC, CXMT, GigaDevice, Silan Microelectronics, ZTE, AMEC, Tsinghua Unigroup, Unisoc и Ingenic Semiconductor. В 2022 году в CICF разразился коррупционный скандал, в результате которого был смещён руководитель фонда Дин Вэньу.
Управляющая компания «Большого фонда» – Sino IC Capital — владеет пакетами акций в таких компаниях, как National Silicon Industry Group (23,49 %), Advanced Micro-Fabrication Equipment (17,09 %), Tongfu Microelectronics (13,65 %), JCET Group (13,31 %), Semiconductor Manufacturing International Corporation (10,33 %), NAURA Technology Group (6,94 %), Silan Microelectronics (5,81 %), China Resources Microelectronics (4,49 %), Huatian Technology (3,21 %) и Sanan Optoelectronics (2,28 %).

## Китайские компании

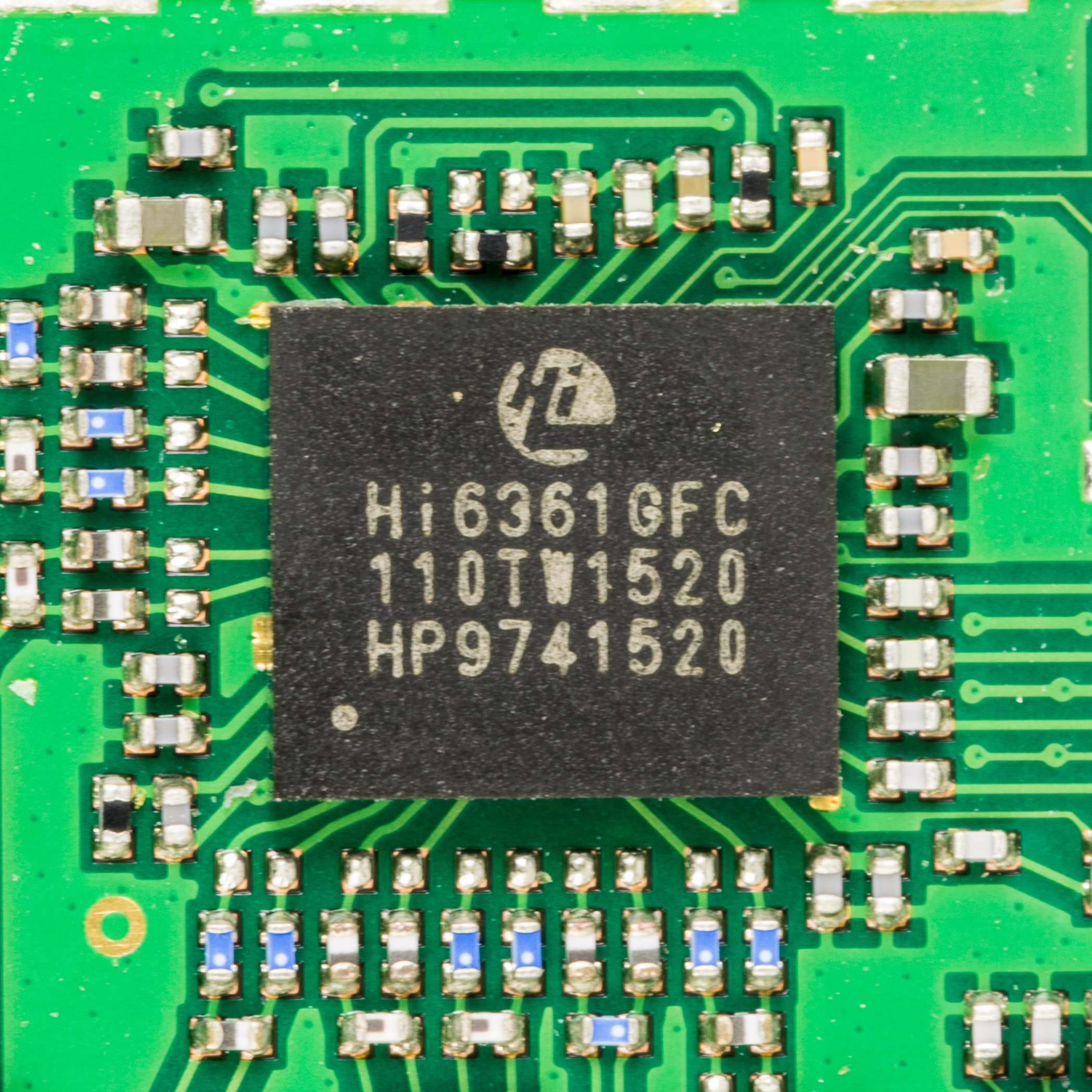
Микросхема компании HiSilicon Technologies

Компании полупроводниковой промышленности КНР делятся на несколько основных категорий:
- Производители интегральных устройств[англ.] (IDM) — полупроводниковые компании, которые разрабатывают и производят интегральные схемы.
- Чисто литейные производители[англ.] (PPF) — полупроводниковые компании, которые производят интегральные схемы для бесфабричных компаний.
- Бесфабричные компании (FSC) — полупроводниковые компании, которые разрабатывают продукцию, но не имеют производственных мощностей.
- Аутсорсинговые компании по сборке и тестированию полупроводников (OSAT) — полупроводниковые компании, которые корпусируют и тестируют интегральные схемы и другую полупроводниковую продукцию на контрактной основе для других компаний.
- Производители полупроводниковых пластин.
- Производители оборудования для изготовления и тестирования полупроводниковых приборов.

### IDM-компании

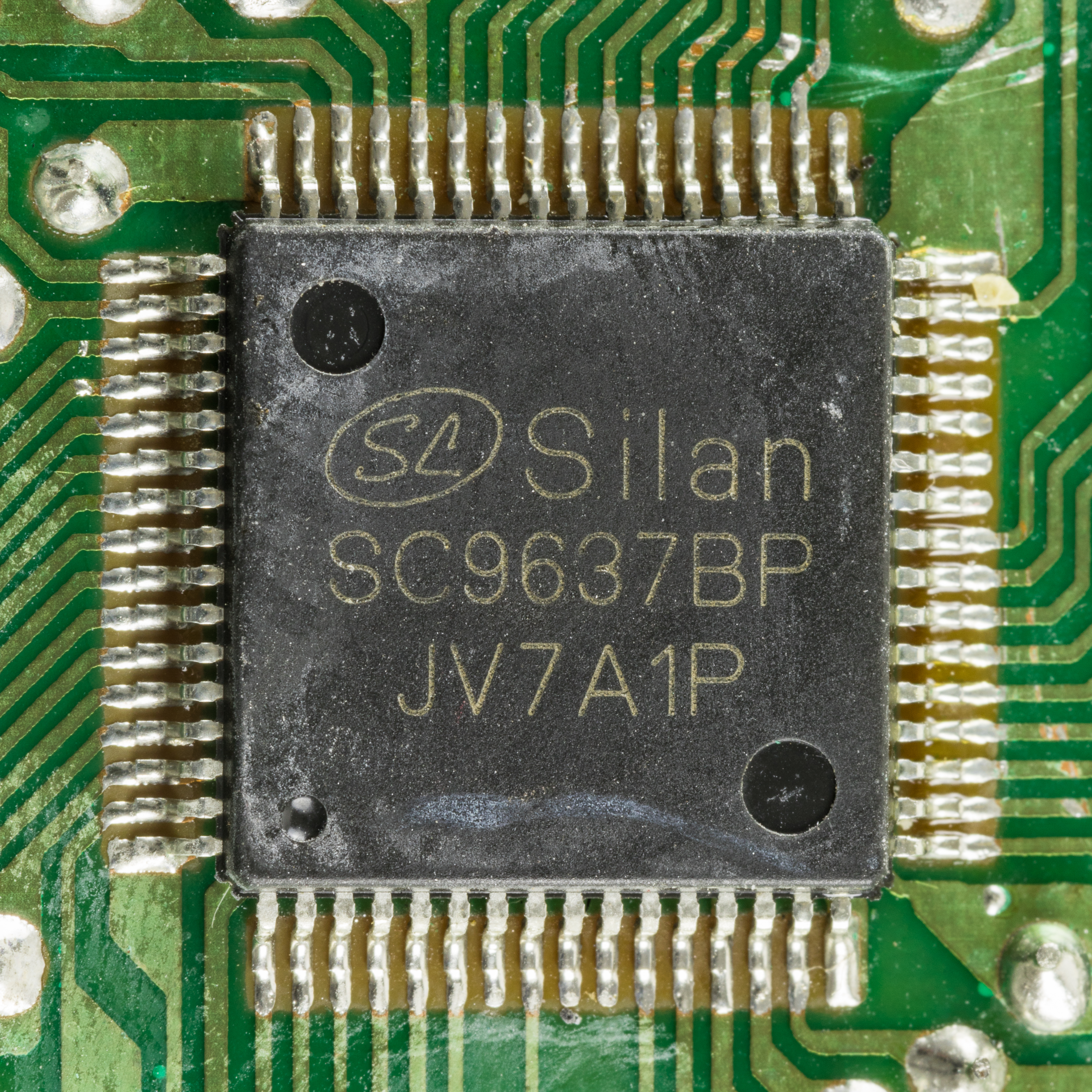
Микросхема компании Silan Microelectronics

Крупнейшими разработчиками и производителями интегральных устройств являются компании:
- Yangtze Memory Technologies (Ухань) — крупнейший в стране разработчик и производитель чипов флеш-памяти (NAND)[27].
- Changxin Memory Technologies (Хэфэй) — крупнейший в стране разработчик и производитель чипов памяти DRAM.
- Jinhua Integrated Circuit (Цюаньчжоу) — второй по величине разработчик и производитель чипов памяти DRAM.
- Sanan Optoelectronics (Сямынь) — крупный разработчик и производитель светодиодов, фотодиодов и фотоэлементов.
- China Resources Microelectronics (Уси) — крупный разработчик и производитель чипов для силовой электроники, MEMS-датчиков и светодиодов.
- Silan Microelectronics (Ханчжоу) — крупный разработчик и производитель чипов для силовой электроники, MEMS-датчиков и светодиодов[28].
- Innoscience (Чжухай) — крупнейший в стране разработчик и производитель GaN-устройств.
- Shanghai Belling (Шанхай) — крупный разработчик и производитель чипов для силовой электроники и измерительных приборов.
- Swaysure Technology (Шэньчжэнь) — крупный разработчик и производитель чипов памяти DRAM.
- BYD Semiconductor (Шэньчжэнь) — крупный разработчик и производитель микросхем, IGBT-модулей и светодиодов.
- SiEn Integrated Circuits (Циндао) — крупный разработчик и производитель силовых микросхем.
- Guobo Electronics (Нанкин) — крупный разработчик и производитель микросхем для усиления и управления радиочастотами.

### OSAT-компании
Крупнейшими аутсорсинговыми компаниями по сборке и тестированию полупроводников являются:
- JCET Group (Уси)
- Tongfu Microelectronics (Наньтун)
- Huatian Technology (Тяньшуй)

Также корпусированием и тестированием чипов занимаются компании:
- China Resources Microelectronics (Уси)
- AAC Technologies (Шэньчжэнь)
- United Nova Technology (Шаосин)
- Shanghai Belling (Шанхай)
- Jilin Sino-Microelectronics (Гирин)

### Литейные компании

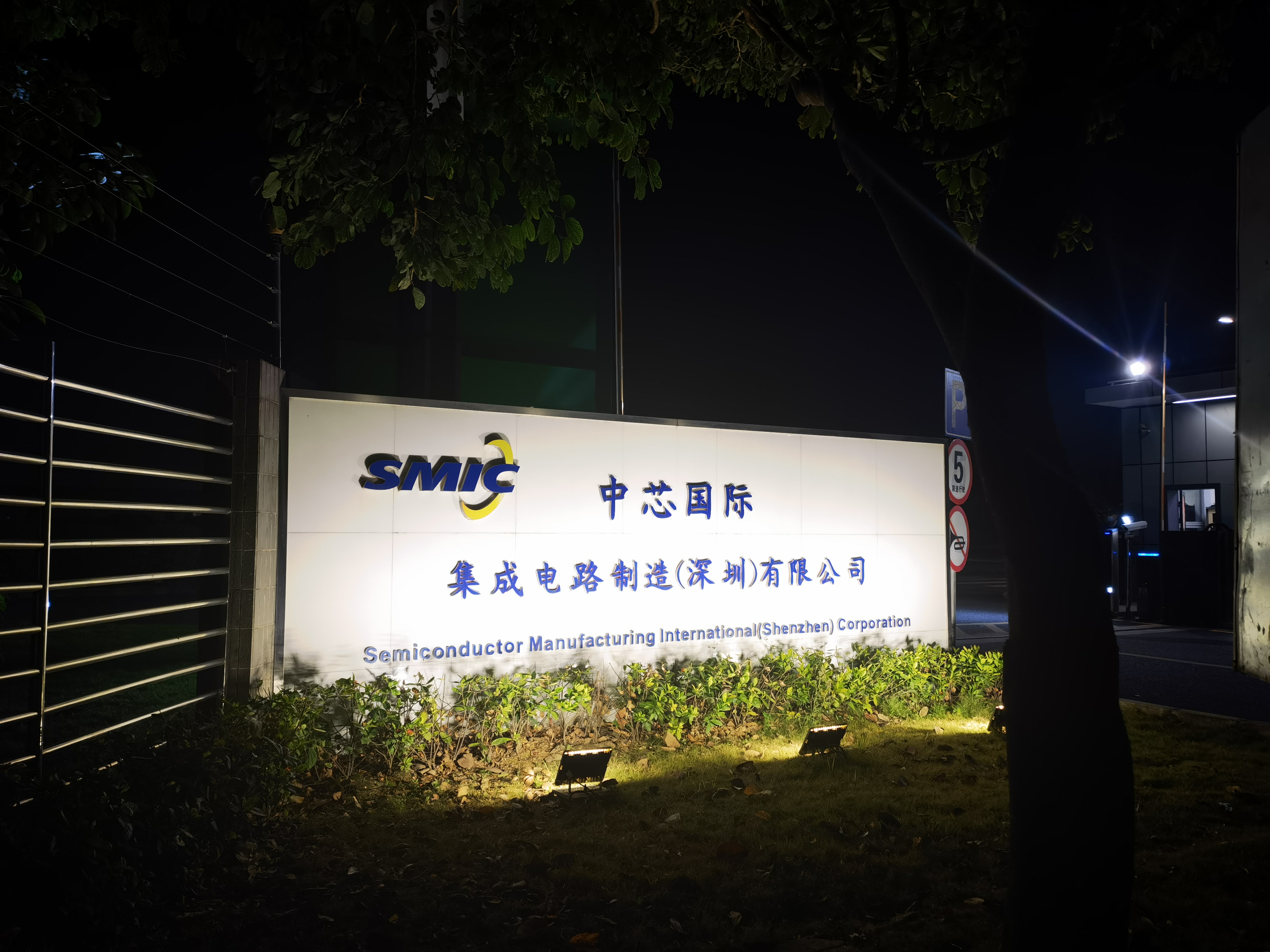
Литейная фабрика SMIC в Шэньчжэне

Литейные компании Китая сильно зависят от импортного оборудования, особенно современных сканеров EUV производства ASML. Запрет на экспорт такого оборудования в КНР сильно ограничил технологические возможности китайских литейных компаний. 
Крупнейшими чисто литейными производителями интегральных схем и другой полупроводниковой продукции являются компании:
- Semiconductor Manufacturing International Corporation (Шанхай) — крупнейший контрактный производитель микросхем в Китае и пятый по величине в мире[30].
  - Ningbo Semiconductor International (Нинбо)
- Hua Hong Group (Шанхай) — второй по величине контрактный производитель микросхем в Китае и шестой по величине в мире[31].
  - Hua Hong Semiconductor (Шанхай)
  - HHGrace (Шанхай)
  - Huali Microelectronics (Шанхай)
- Wingtech Technology (Цзясин)
- Nexchip Semiconductor (Хэфэй)
- United Nova Technology (Шаосин)
- GTA Semiconductor (Шанхай)
- Sanan Integrated Circuit (Сямынь)
- Huada Semiconductor (Шанхай)
- SI Semiconductor (Шэньчжэнь)
- Jaysun Semiconductor (Сямынь)
- Hanking Electronics (Фушунь)
- Jilin Sino-Microelectronics (Гирин)
- Xiangneng Hualei Optoelectronic (Чэньчжоу)
- APT Electronics (Гуанчжоу)
- CanSemi Technology (Гуанчжоу)
- Hejian Technology (Сучжоу)

### Бесфабричные компании

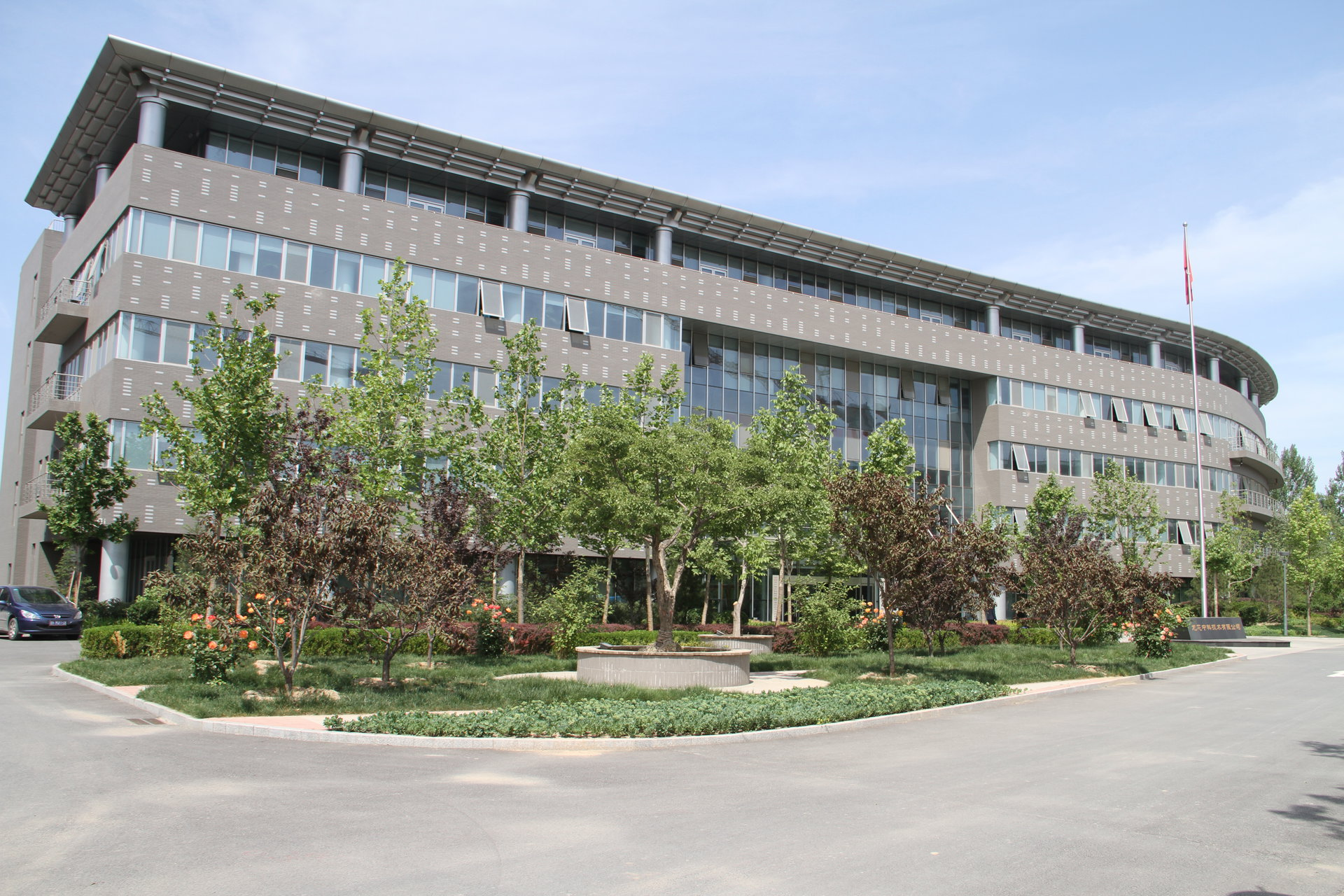
Пекинская штаб-квартира Loongson Technology

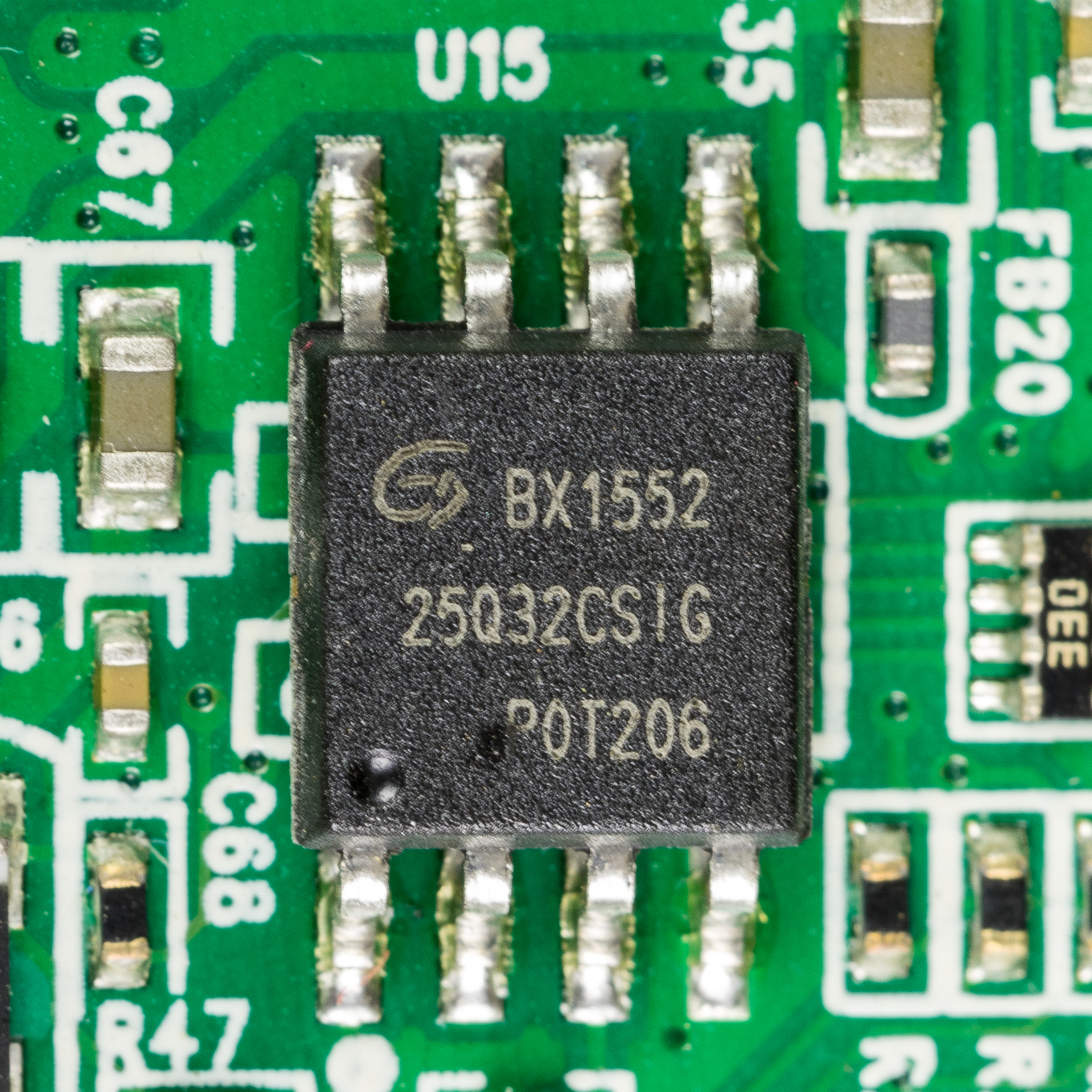
Микросхема компании GigaDevice

Китайские бесфабричные компании занимают лидирующие позиции в сфере разработки мобильных и центральных процессоров, программируемых логических чипов и микроконтроллеров, в том числе различных микросхем для автомобильной промышленности, средств связи, сетевого и медицинского оборудования, бытовой электротехники, оптических устройств, устройств виртуальной реальности, систем безопасности и видеонаблюдения. Крупнейшими бесфабричными компаниями являются:
- HiSilicon Technologies (Шэньчжэнь)
- Will Semiconductor (Шанхай)
- Zhaoxin Semiconductor (Шанхай)
- Unisoc (Шанхай)
- GigaDevice Semiconductor (Пекин)
- Hygon Information Technology (Пекин)
- GalaxyCore (Шанхай)
- Cambricon Technologies (Пекин)
- VeriSilicon Microelectronics (Шанхай)
- Biren Technology (Шанхай)
- ASR Microelectronics (Шанхай)
- Rockchip Electronics (Фучжоу)
- Actions Semiconductor (Чжухай)
- T-Head Semiconductor (Ханчжоу)
- Ingenic Semiconductor (Пекин)
- Loongson Technology (Пекин)
- Allwinner Technology (Чжухай)
- Phytium Technology (Тяньцзинь)
- Moore Threads Technology (Пекин)
- Montage Technology (Шанхай)
- Fudan Microelectronics (Шанхай)
- 3Peak Incorporated (Шанхай)
- Novosense Microelectronics (Сучжоу)

### Производители пластин
Крупнейшими производителями полупроводниковых кремниевых пластин являются: 
- National Silicon Industry Group (Шанхай)
  - Xinsheng Semiconductor (Шанхай)
- LONGi Green Energy Technology (Сиань)
- SICC (Цзинань)
- GRINM Semiconductor Materials (Пекин)
- ESWIN Technology Group (Пекин)
- TankeBlue Semiconductor (Пекин)
- China Resources Microelectronics (Уси)
- Daqo New Energy (Чунцин)
- Yutai Optics (Чанчунь)

### Производители оборудования и материалов
Крупнейшими разработчиками и производителями оборудования для изготовления и тестирования полупроводниковых приборов являются компании:
- NAURA Technology Group (Пекин) — крупнейший китайский производитель оборудования для травления, напыления и осаждения.
- Shanghai Micro Electronics Equipment (Шанхай) — крупнейший китайский производитель литографического оборудования.
- Advanced Micro-Fabrication Equipment (Шанхай) — второй по величине китайский производитель оборудования для травления и осаждения.

Кроме того, другими значительными производителями оборудования и расходных материалов для изготовления и тестирования полупроводниковых приборов являются компании:
- China Electronics Technology Group (Пекин) — крупный китайский производитель литографического и другого оборудования для производства чипов.
- Empyrean Technology (Пекин) — крупнейший китайский производитель EDA-оборудования.
- Huawei (Шэньчжэнь) — крупный китайский производитель EDA-оборудования.
- Keyi Hongyuan Optoelectronics (Пекин) — крупнейший китайский производитель эксимерных лазеров.
- Yuwei Semiconductor Technology (Шанхай) — крупный китайский производитель систем оптического контроля и метрологии пластин.
- Sinyang Semiconductor Materials (Шанхай) — крупный китайский производитель материалов для полупроводниковой промышленности (в том числе фоторезиста), оборудования для очистки и покрытия.
- Bokang Information Chemical (Сюйчжоу) — крупный китайский производитель материалов для полупроводниковой промышленности (в том числе фоторезиста и соединений адамантана).
- Nata Opto-electronic Material (Сучжоу) — крупный китайский производитель материалов для полупроводниковой промышленности (в том числе фоторезиста, триметилалюминия, триметилгаллия и триметилиндия).
- Red Avenue New Materials Group (Шанхай) — крупный китайский производитель материалов для полупроводниковой промышленности (в том числе фоторезиста).

Помимо этих фирм значительные научно-исследовательские и опытно-конструкторские работы в области микросхем и полупроводникового оборудования проводят 
Институт автоматизации Академии наук Китая, Шанхайский центр исследований и разработок интегральных схем (ICRD), Чанчуньский институт оптики, точной механики и физики (CIOMP) и Национальный фонд естественных наук Китая (NSFC).

## Иностранные компании
В Китае расположены производственные мощности нескольких транснациональных корпораций, которые производят различные микросхемы, диоды и транзисторы, в том числе микропроцессоры, чипы памяти, фотодиоды и светодиоды. Крупнейшими иностранными компаниями, производящими полупроводниковую продукцию в Китае, являются:

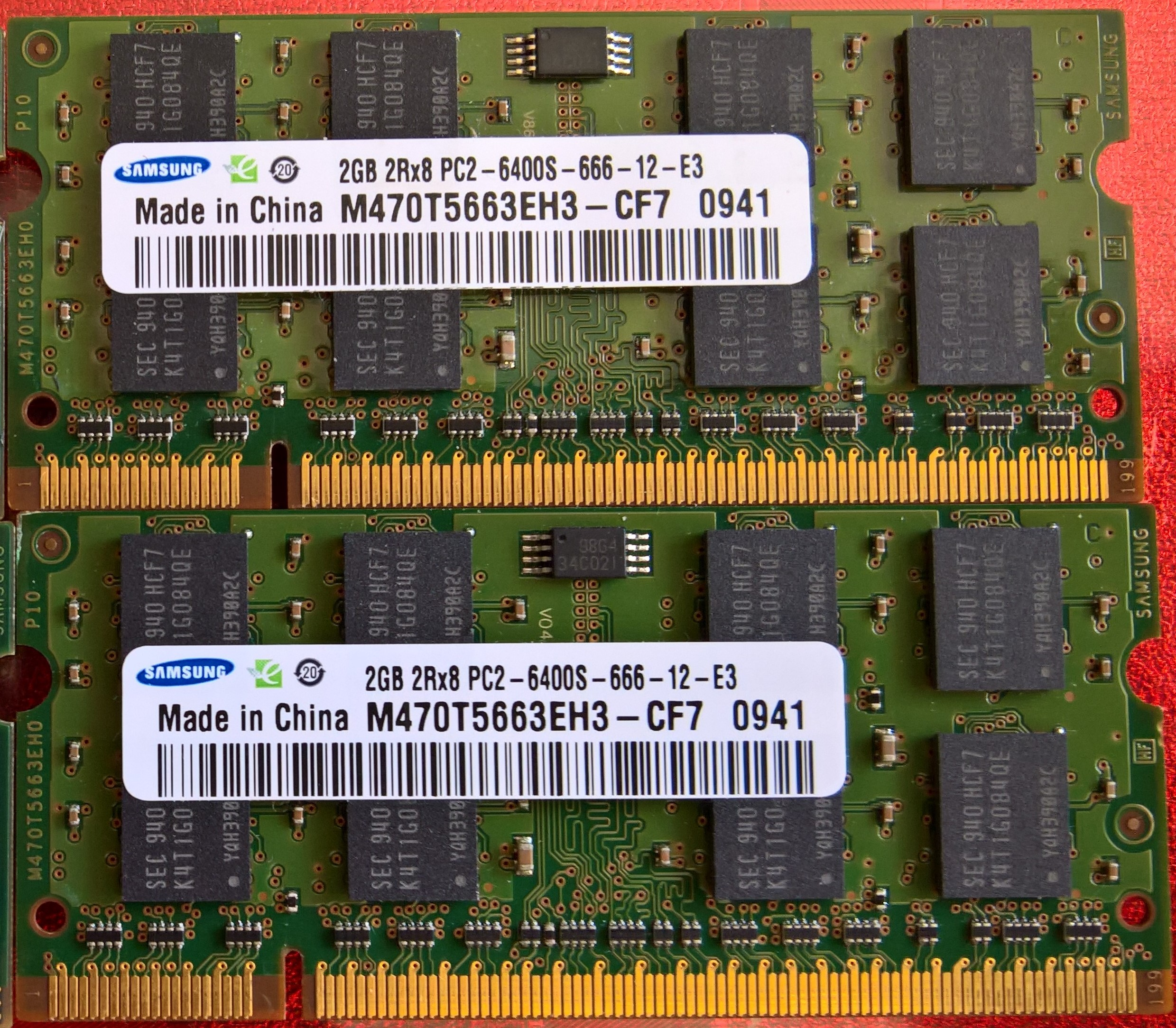
Чип памяти Samsung, произведённый в Китае

- Samsung Electronics (Южная Корея) — производит чипы флеш-памяти (NAND) на фабриках в Сиане и интегральные схемы на фабриках в Сучжоу и Тяньцзине[39][40].
- SK Hynix (Южная Корея) — производит чипы памяти DRAM и NAND на фабриках в Уси, Даляне и Чунцине.
- TSMC (Тайвань) — производит интегральные схемы на фабриках в Нанкине и Шанхае.
- United Microelectronics Corporation (Тайвань) — производит интегральные схемы на фабриках в Сучжоу и Сямыне.
- ASE Group (Тайвань) — производит интегральные схемы на фабриках в Шанхае, Уси, Сучжоу и Хойчжоу.
- Powertech Technology (Тайвань) — производит интегральные схемы на фабрике в Сиане.
- King Yuan Electronics (Тайвань) — производит интегральные схемы на фабрике в Сучжоу.
- Lite-On Technology (Тайвань) — производит интегральные схемы на фабриках в Тяньцзине, Чанчжоу, Уси и Шанхае.
- Everlight Electronics (Тайвань) — производит интегральные схемы на фабриках в Гуанчжоу, Сучжоу и Чжуншане.
- Creative Sensor (Тайвань) — производит интегральные схемы на фабриках в Наньчане и Уси.
- Texas Instruments (США) — производит интегральные схемы на фабрике в Чэнду.
- Amkor Technology (США) — производит интегральные схемы на фабрике в Шанхае.
- Diodes Incorporated (США) — производит интегральные схемы на фабриках в Шанхае, Цзинане, Чэнду и Янчжоу.
- Micron Technology (США) — производит чипы памяти DRAM и NAND на фабрике в Сиане.
- Rohm Semiconductor (Япония) — производит интегральные схемы на фабриках в Тяньцзине и Даляне.
- Seiko Instruments (Япония) — производит интегральные схемы на фабриках в Шанхае и Даляне.
- NXP Semiconductors (Нидерланды) — производит интегральные схемы на фабриках в Тяньцзине, Гирине и Сучжоу.
- STMicroelectronics (Швейцария) — производит интегральные схемы на фабрике в Чунцине.
- UTAC Group (Сингапур) — производит интегральные схемы на фабриках в Шанхае, Дунгуане и Яньтае.
- Wafer Works (Тайвань) — производит полупроводниковые пластины на фабриках в Шанхае, Янчжоу и Чжэнчжоу.

Санкции и торговые ограничения привели к тому, что несколько американских транснациональных компаний ушли с китайского полупроводникового рынка: Intel в 2021 году продала свой завод чипов памяти в Даляне южнокорейской SK Hynix, а GlobalFoundries в 2023 году продала свой литейный завод в Чэнду китайской Hua Hong Semiconductor.